# Îles Kangean
Les îles Kangean constituent un archipel situé en mer de Java, à environ 114 km au nord de Bali et 120 km à l'est de Madura, en Asie du Sud-Est. 
Administrativement, l'archipel fait partie du kabupaten de Sumenep dans la province de Java oriental.
La plus grande des îles est Kangean proprement dite, avec une superficie de 490 km². Parmi les autres îles, on trouve à l'est Paliat et Sepanjang, toutes deux séparées d'environ 16 km. Les villes de Pabean et Arjasa, toutes deux sur Kangean, sont les plus importants centres de population.
La plupart des habitants des Kangean sont originaires de l'île de Madura.

## Économie
Depuis 1993, on exploite dans les Kangean du gaz naturel, qui est acheminé sur Java oriental par un gazoduc sous-marin de 430 km.
Parmi les autres activités insulaires, on peut citer les plantations de tecks et de cocotiers ainsi que les marais salants.

## Tourisme
Les îles Kangean sont principalement constituées de collines et de plages, avec un relief plus modéré comparé à d'autres régions indonésiennes. L'île principale, Kangean, et ses voisines offrent des paysages côtiers et des collines légèrement vallonnées, souvent couvertes de végétation tropicale. Ces caractéristiques en font une destination attrayante pour ceux recherchant un environnement naturel tranquille et préservé.

## Langue
Les îles Kangean disposent d’une langue locale distincte, le kangeanese, qui est proche du mandurais, et qui coexiste avec le bahasa Indonesia, la langue officielle de l’Indonésie. Les habitants sont généralement multilingues, parlant à la fois leur langue maternelle et la langue nationale, tout en étant parfois influencés par d'autres langues régionales. 

## Galerie

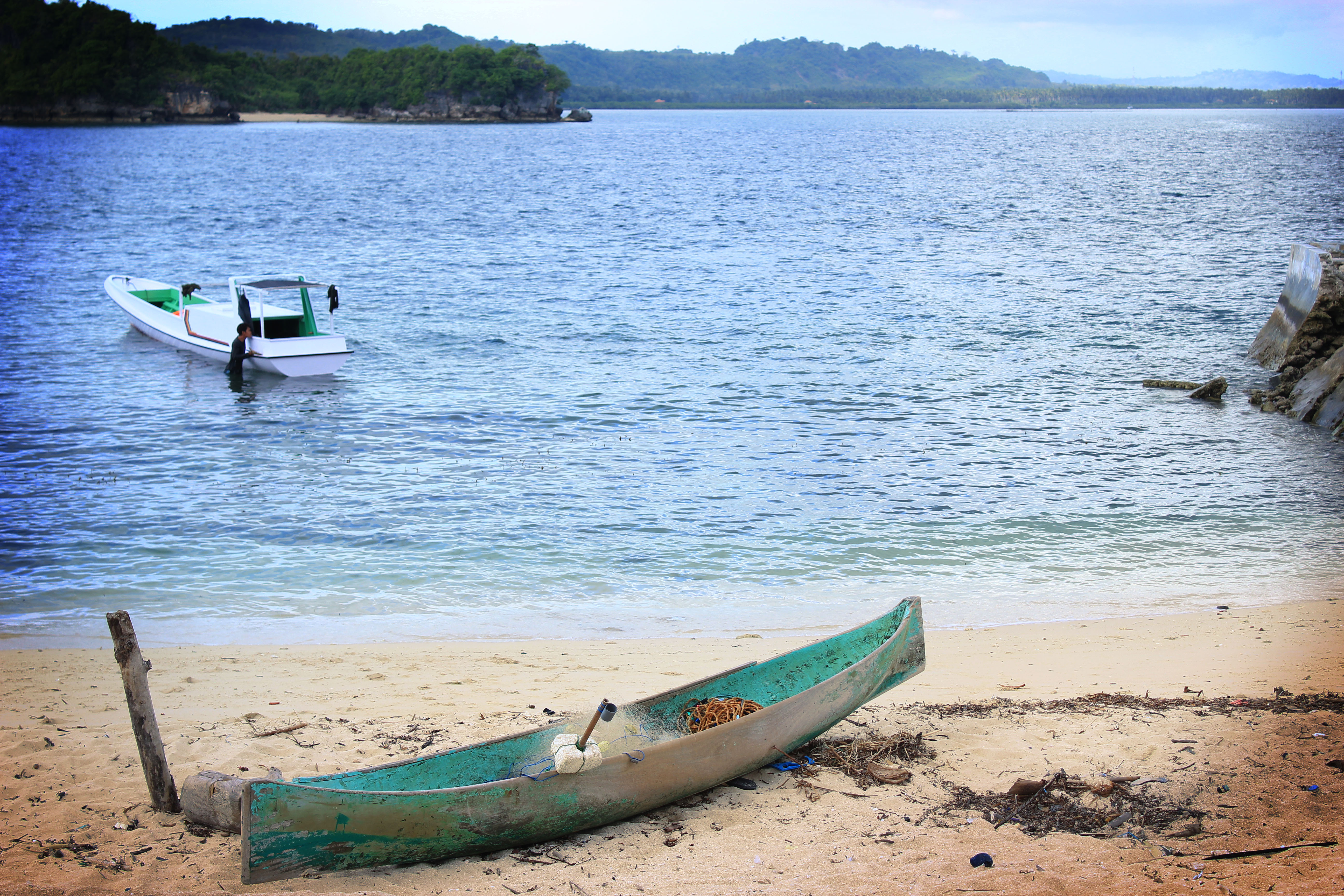
Plage sur l'île de Mamburit
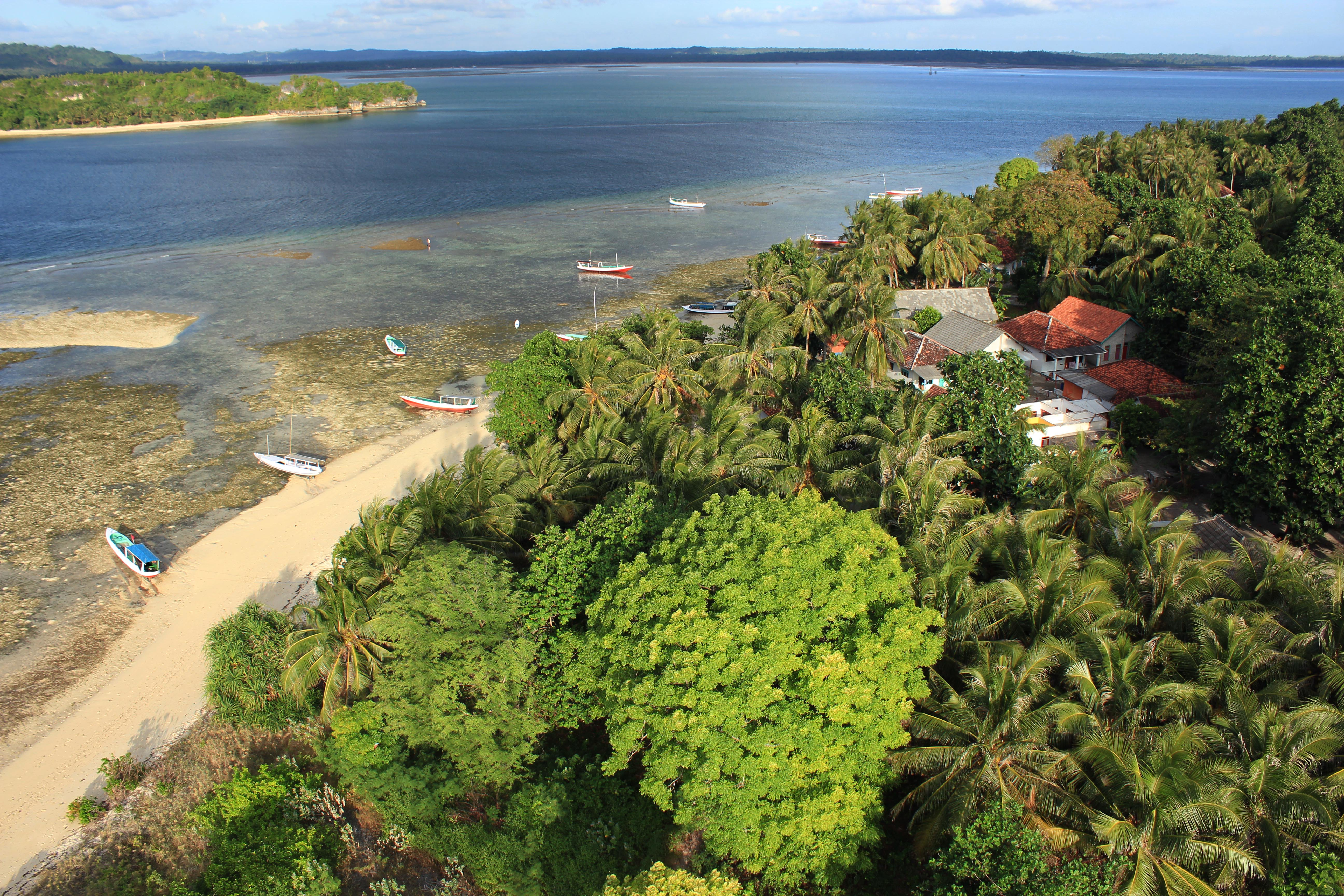
Le détroit de Mamburit
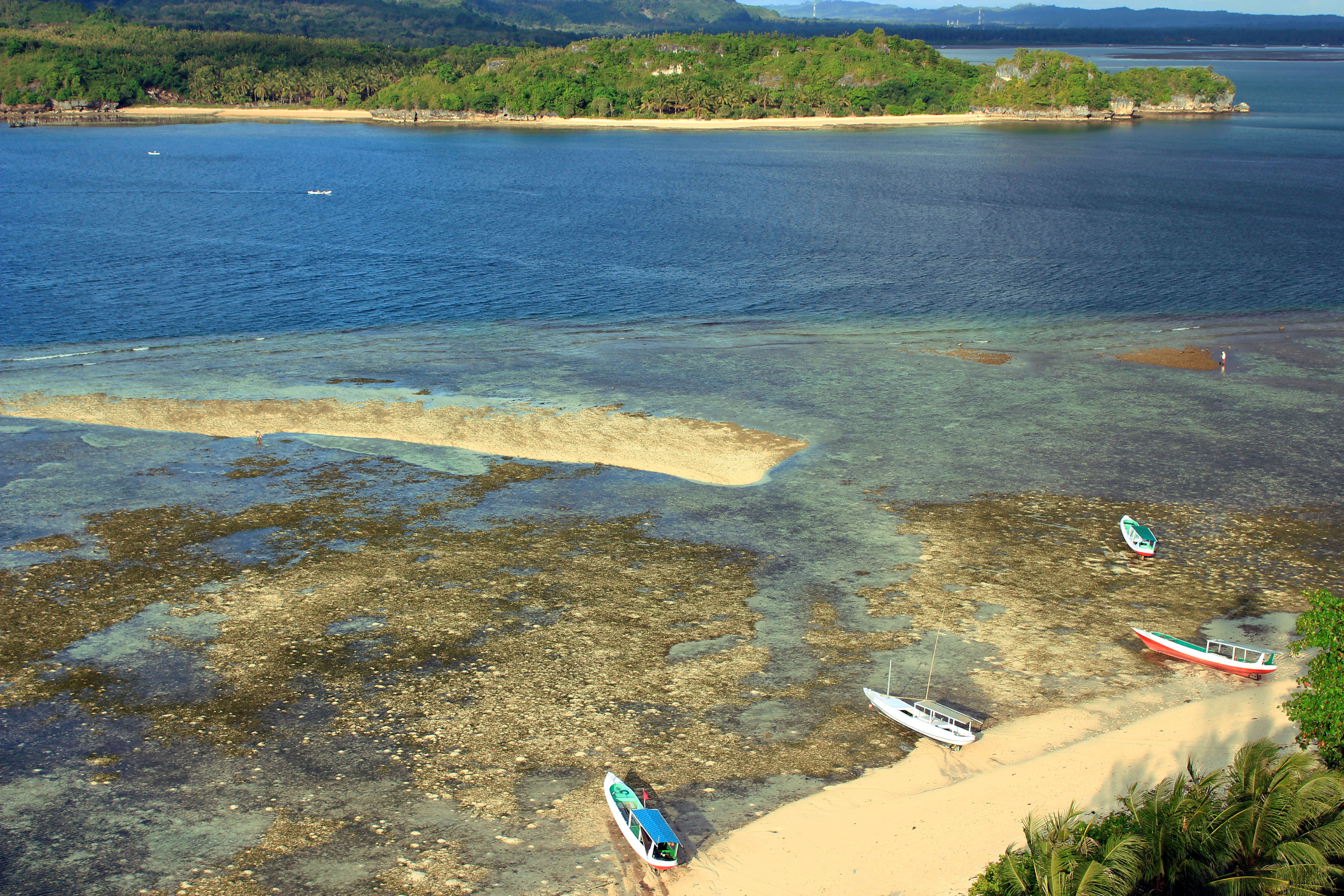
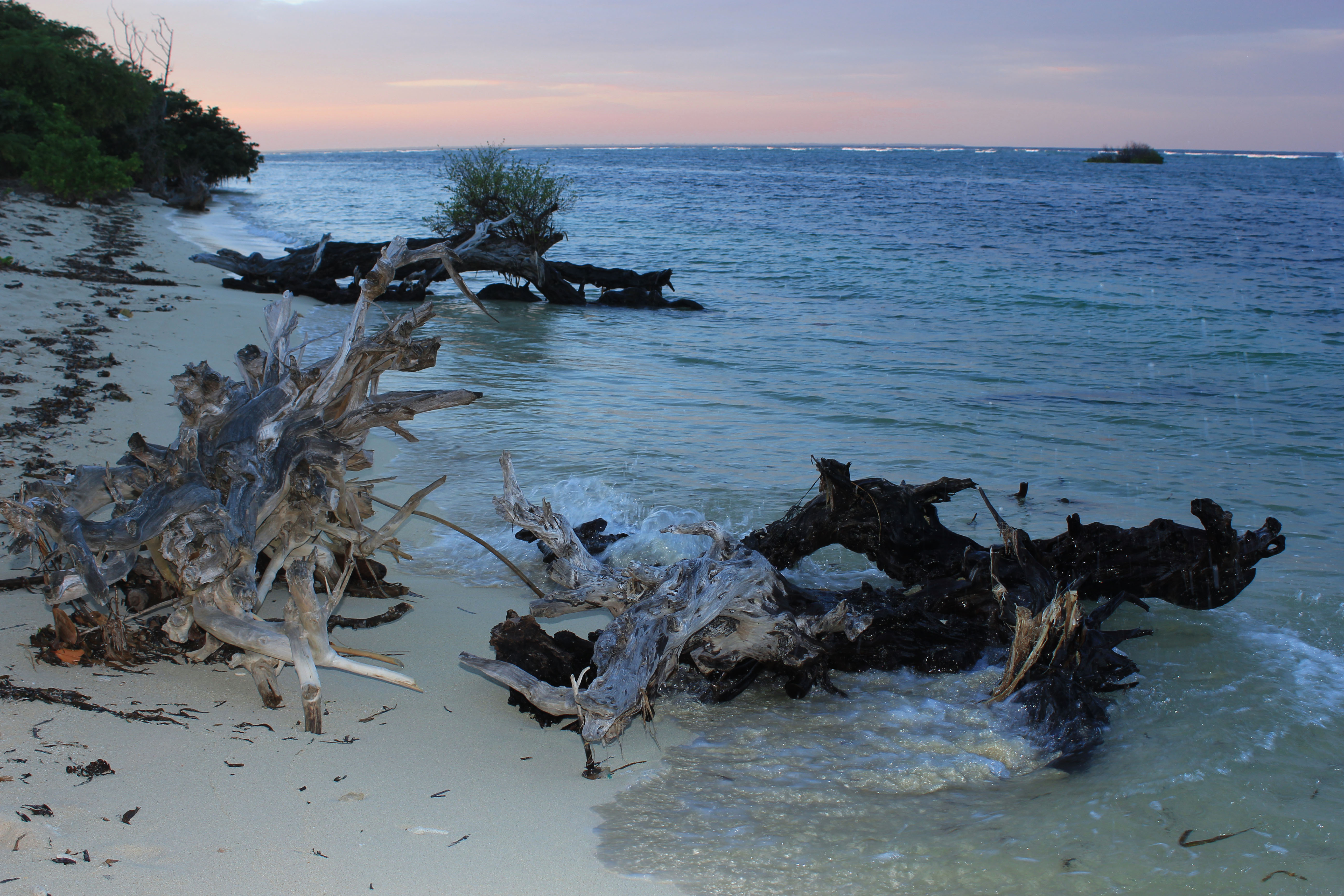
Plage sur l'île de Saebus
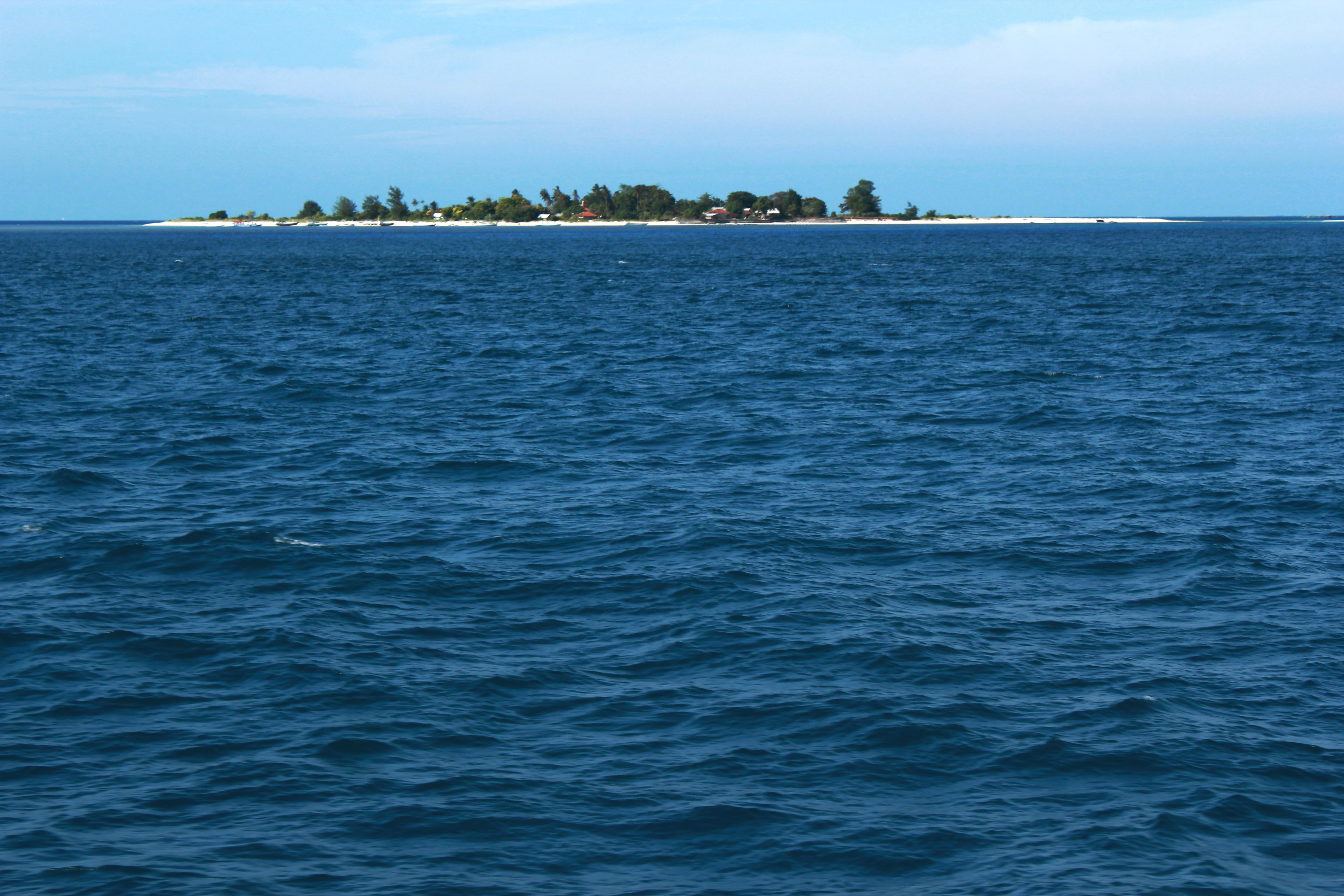